# Mouzaki
Mouzaki (tiếng Hy Lạp: ?) là một khu tự quản ở vùng Thessalía, Hy Lạp. Khu tự quản Mouzaki có diện tích 314 km², dân số theo điều tra ngày 18 tháng 3 năm 2001 là 16407 người.